# Kloster Weißenstein

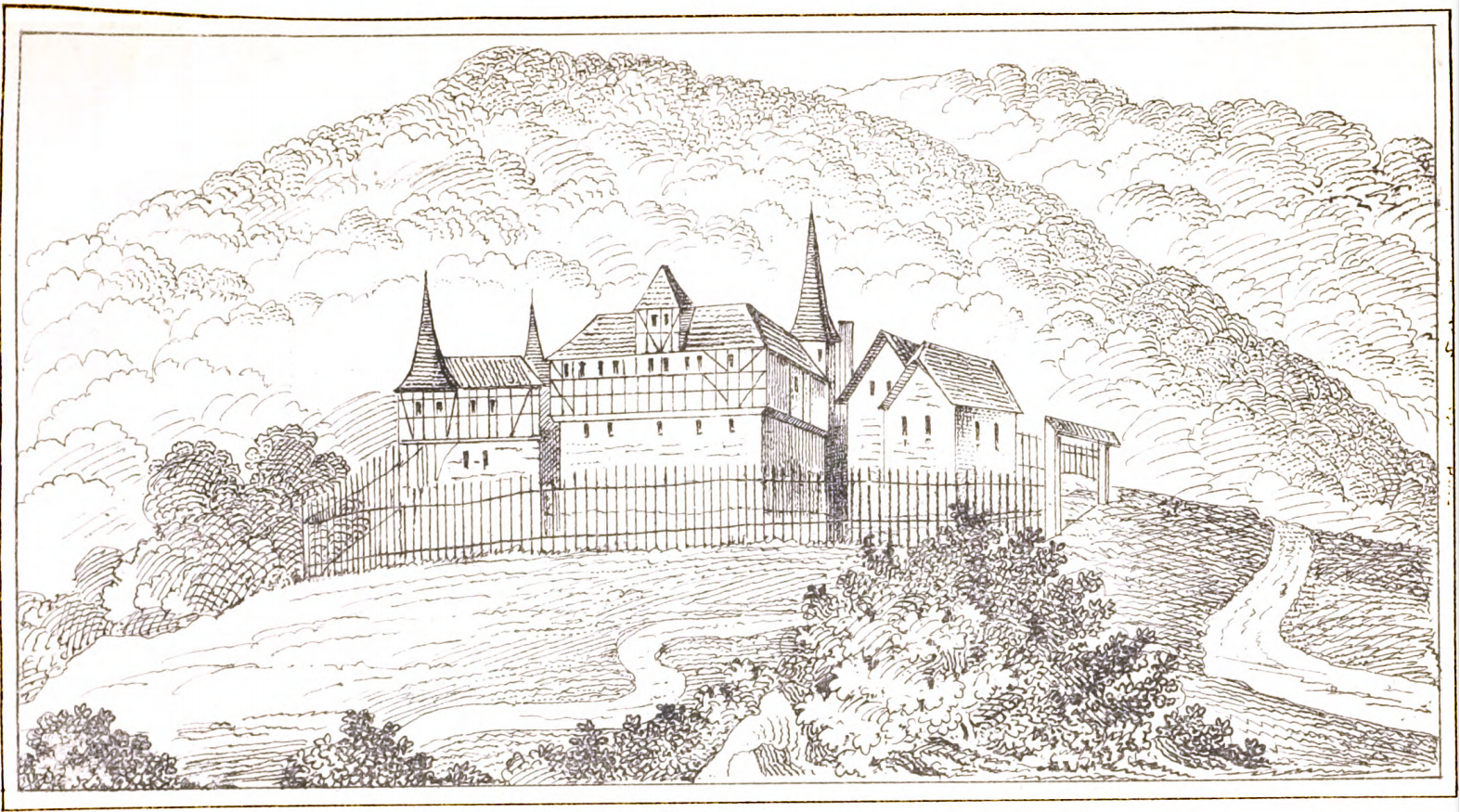
Kloster Weißenstein im Jahr 1564

Das Kloster Weißenstein (auch Kloster zum weißen Stein) war ein um 1137 gegründetes Kollegiatstift, ab 1145 ein Augustiner-Chorherrenstift, vor 1184 ein Chorherren- und Chorfrauenkloster und vor 1193 ein reines Frauenkloster bei Kassel. Es unterstand dem Schutz des Erzbischöflichen Stuhls in Mainz bzw. des heiligen Martins. Vor seiner Auflösung waren wieder Chorherren in das Kloster eingezogen. Es befand sich an der Stelle des heutigen Schlosses Wilhelmshöhe.

## Geschichte

### Gründung
Chorherren aus dem mainzischen Archidiakonat Fritzlar gründeten spätestens 1137 das „Unserer Lieben Frau“ gewidmete Augustiner-Chorherren-Stift Weißenstein (Witzenstein) am Osthang des Habichtswalds, westlich oberhalb des Dorfes Wahlershausen. Einige Quellen nennen den Kanoniker und Scholaster Bubo von Fritzlar (auch Bovo oder Bovinius genannt) als Gründer. Der erste Propst, Bruno von Weißenstein, war wohl ein gebürtiger Fritzlarer; er stiftete im Jahre 1145 ein Hospital in Fritzlar, aus dem sich dann das dortige Augustinerinnenkloster entwickelte. Der Name des Stifts kam von dem weißen Kalkfelsen, auf dem die Anlage erbaut wurde. Erzbischof Heinrich I. von Mainz bestätigte das Stift am 14. Dezember 1143, stellte es unter seinen Schutz, und gab ihm das Recht zu taufen, zu beerdigen und Kranke zu pflegen. Wahrscheinlich waren die Grafen von Schauenburg bis ins frühe 13. Jahrhundert die Vögte des Stifts. Der Trierische Erzbischof Albero verordnete 1150 einen jährlichen Zins von zwei Pfennigen bestimmter Familien an das Kloster und der Mainzische Erzbischof Conrad I. beschenkte das Kloster 1193 mit dem Zehnten der neuen Äcker zu Wismerbach.

### Hochmittelalter
In der zweiten Hälfte des 13. Jahrhunderts habe es eine Bedrängnis des Konvents des Klosters, ausgehend von Ritter Conrad und Knappe Theoderich, den Urvätern des Adelsgeschlechtes Berlepsch, gegeben, woraufhin sie „mit dem Ausdruck des Bedauerns“ jegliche Forderungen bestimmter Zehnten auch für die Zukunft ausschlossen.
Die unmittelbare Nähe dieses mainzischen Stifts zu dem an die Ludowinger Landgrafen von Thüringen verlehnten ehemaligen Königshof „Chassela“ (Kassel) wurde von den Landgrafen mit Argwohn betrachtet und umgehend von dem Ludowinger Regenten im Hessengau, Heinrich Raspe II., und seiner Mutter Hedwig von Gudensberg mit der Gründung des Klosters Ahnaberg beantwortet, um damit einer weiteren Ausdehnung mainzischen Besitzes in Nordhessen entgegenzutreten.
Ab 1184 war das Kloster ein Doppelstift für Chorherren und Chorfrauen, war aber schon 1193 ein reines Frauenkloster geworden, dessen Bewohner (zumindest ab 1256) die „unbescholtenen Töchter des Tales der hl. Maria bei Weißenstein“ genannt wurden.

### Reform, Reformation und Säkularisation
Im Jahr 1480 wurde das Kloster vom Prior des Klosters Böddeken im Auftrag des Mainzer Erzbischofs Diether von Isenburg reformiert. Rektoren und Beichtväter waren fortan Chorherren aus Böddeken. Die um 1490 geborene landgräfliche Prinzessin Mechthild von Hessen trat 1493 in das Kloster ein. Sie wurde im Jahr 1500 Nonne und blieb es bis zu ihrem Austritt im Jahr 1526. Der Böddekener Vogt Bruder Göbel schrieb in seiner eigenen Chronik, er habe Mechthild gekannt, was als glaubhaft eingestuft wird, wie auch die Annahme, dass er das Kloster Weißenstein gekannt habe.
Mit der Einführung der Reformation in der Landgrafschaft Hessen im Jahre 1526 durch Landgraf Philipp I. nahte das Ende des Klosters. Am 15. Oktober 1527 kam der hessische Landtag in Kassel zusammen und beschloss, unter anderem, die Säkularisation der Klöster und Stifte. Die Nonnen aus Weißenstein gingen in andere Klöster oder kehrten mit einer Abfindung in das weltliche Leben zurück.
Die Anlage wurde danach von den Landgrafen als Jagdschloss genutzt. Am 25. Juni 1606 legte Landgraf Moritz von Hessen-Kassel den Grundstein für ein neues Jagd- und Sommerschloss im Stil der Renaissance, das in den Jahren 1606 bis 1610 errichtet wurde und dem die ehemalige Klosteranlage zum Opfer fiel. Heute steht an gleicher Stelle das in den Jahren 1786 bis 1798 erbaute Schloss Wilhelmshöhe.

## Neuzeitliche Funde
Im Jahr 2022 wurden bei Pflanzungen menschliche Knochen gefunden und archäologisch gesichtet.